# Мой Мир@mail.ru
Мой Мир@mail.ru — російськомовна соціальна мережа, яка поєднує на сторінці користувача дії на основних порталах Mail.Ru. На порталі «Мой мир» зареєстровано понад 40 млн профайлів, більше 300 тис. людей постійно перебувають на сайті в статусі «онлайн».

## Короткий опис
Як і в інших соціальних мережах, завдання проєкту «Мой Мир» — допомога в пошуку однокласників, знайомих, колег, друзів і рідних. Тут можна спілкуватися за допомогою особистих повідомлень, дарувати один одному віртуальні подарунки, виражати емоції і говорити про таємні бажання, розміщувати свої фотографії і відеоролики, мати особистий блог і читати блоги інших учасників, завантажувати пісні і слухати музику. В «Мой Мир» Ви завжди знатимете, що роблять Ваші друзі, для цього тут є стрічка подій.
Девіз проєкту «Мой Мир»: «Ваші друзі, однокурсники і однокласники завжди поряд з Вами»
Реєстрація на сайті Мой Мир дуже проста, для цього всього лише треба завести безкоштовну пошту від Mail.Ru.
Mail.Ru вирішила не отримувати короткостроковий прибуток з ринку додатків для соціальних мереж, поки він перебуває на ранній стадії розвитку, а інвестувати в нього, відзначає її гендиректор Дмитро Грішин. Чи введе Mail.Ru комісію наново, коли вона сама приверне достатньо розробників, а ринок зросте, Грішин не говорить.

## Історія

### 2007 рік
17 травня соціальна мережа Мой Мир@mail.ru почала свою роботу. Цей проєкт поєднав в одному місці інформацію про користувача і весь його контент, створений на інших порталах Mail.ru. Спочатку на сторінці відбивалися останні записи блога, фотоальбоми, відеоальбоми, дії користувача на проєкті Ответы@mail.ru і гостевая книга.
11 грудня відкрита WAP-версія. Це зменшена версія оригінального сайту з мінімальним функціоналом, таким як проглядання списку друзів, відправка повідомлень, проглядання нових дій друзів. До цього моменту на Мой Мир@mail.ru існує 5 мільйонів «світів».

### 2008 рік
3 березня подоланий рубіж в 10 мільйонів учасників. Щоденна аудиторія проєкту — майже 1,5 млн. користувачів.
14 липня «Мой Мир» став першою соціальною мережею Рунета з підтримкою стандарту OpenSocial (англ.). Тепер сторонні розробники дістали можливість створювати додатки для соціальної мережі.
Національна російська соціальна мережа Мой Мир@Mail.Ru стала партнером музичного ТВ-шоу «СТС зажигает суперзвезду». Всі користувачі Мой Мир@Mail.Ru можуть обговорювати виступи учасників шоу в спеціально для цього створеному «світі» і знаходити нових друзів серед майбутніх «зірок».
24 жовтня реєструвався 25-мільйонний користувач. Проєкт першим зі всіх соціальних мереж Рунета досяг такого показника. Проте якщо врахувати той факт, що профіль в проєкті «Мой Мир» створюється автоматично разом із створенням нової поштової скриньки, то можна вважати, що ця цифра перебільшена, оскільки в більшості користувачів Mail.Ru по декілька поштових скриньок і, на відміну від інших соціальних мереж, наприклад, Однокласників, там відсутня платна активація, що й дозволяє створювати безліч профілів.

### 2009 рік
«Мой Мир» став першою соціальною мережею Рунета, яка дозволяє створювати додатки не тільки на базі Flash. Завдяки підтримці iframe, тепер можна використовувати будь-які технології, здатні генерувати HTML (JavaScript, Silverlight, AJAX та інші). Підтримується і інтерфейс прикладного програмування OpenSocial.

### 2010 рік
У соціальних мережах «Vkontakte.ru», «Мой мир@mail.ru» і «Мир тесен» почалися продажі ліцензійного відео.